# Бустан (місто)
Бустан (Бостан; кар. Bwostan; узб. Бўстон, Boʻston) — місто в Узбекистані, центр Елліккалинського району Каракалпакстану.
Населення 8488 мешканців (перепис 1989).

## Розташування
Місто розташоване на Туранській низовині, на озері Ахчаколь на правобережжі Амудар'ї, у 20 км від її головного русла, за 13 км на північний схід від залізничної станції Еллікала на лінії Нукус — Міскін. 
140 км від столиці Карапалпакії Нукуса та 62 км вд залізничної станції Тай.

## Історія
В околицях Бустану знайдено декілька давніх поселень, які існували в середні віки. Бустан почав розвиватись на початку 1970-х років, коли тут створили філіал інституту ботаніки Академії наук Узбекистану, де виводили нові сорти рослин. Статус міста з 1983 року.

## Економіка
Економіка міста має яскраво виражений аграрний профіль. Бавовноочисний завод та підприємства легкої промисловості. Місто має розвинуту соціально-економічну інфраструктуру: медичні, освітні, спортивні та рекреаційні заклади.